# Hisayoshi Chono
Hisayoshi Chono (長野久義?, Chono Hisayoshi; Kiyama, 6 dicembre 1984) è un giocatore di baseball giapponese.
Fu scelto dagli Yomiuri Giants al 1º giro nel Draft della Nippon Professional Baseball nel 2009.
Con la nazionale di baseball del Giappone ha partecipato al World Baseball Classic 2013.

## Statistiche
| Stagione            | Squadra             | G   | AP   | AB   | R   | H   | 2B | 3B | HR | TB  | RBI | SB | CS | SH | SF | BB  | IBB | HBP | SO  | DP | AVG  | OBP  | SLG  | OPS  |
| ------------------- | ------------------- | --- | ---- | ---- | --- | --- | -- | -- | -- | --- | --- | -- | -- | -- | -- | --- | --- | --- | --- | -- | ---- | ---- | ---- | ---- |
| 2010                | Yomiuri Giants      | 128 | 459  | 430  | 66  | 124 | 24 | 3  | 19 | 211 | 52  | 12 | 4  | 2  | 0  | 25  | 4   | 2   | 72  | 10 | .288 | .330 | .491 | .821 |
| 2011                | Yomiuri Giants      | 140 | 578  | 519  | 58  | 164 | 20 | 4  | 17 | 243 | 69  | 19 | 8  | 3  | 2  | 48  | 5   | 6   | 85  | 11 | .316 | .379 | .468 | .847 |
| 2012                | Yomiuri Giants      | 144 | 653  | 574  | 84  | 173 | 29 | 2  | 14 | 248 | 60  | 20 | 7  | 2  | 1  | 75  | 5   | 1   | 100 | 5  | .301 | .382 | .432 | .815 |
| Statistiche：3 anni | Statistiche：3 anni | 412 | 1690 | 1523 | 208 | 461 | 73 | 9  | 50 | 702 | 181 | 51 | 19 | 7  | 3  | 148 | 14  | 9   | 257 | 26 | .303 | .367 | .460 | .827 |